# Mesopolobus cabrerai
Mesopolobus cabrerai är en stekelart som beskrevs av Jean-Jacques Kieffer 1899. Mesopolobus cabrerai ingår i släktet Mesopolobus och familjen puppglanssteklar.
Artens utbredningsområde är Spanien. Inga underarter finns listade i Catalogue of Life.